# ريس كروذر
ريس كروذر (بالإنجليزية: Reece Crowther)‏ هو لاعب كرة قدم أسترالي في مركز حراسة المرمى، ولد في 28 نوفمبر 1988 في روكامبتون في أستراليا. لعب مع كريستال بالاس وكوينز بارك رينجرز ونادي ويلدستون لكرة القدم ونادي ويلينغتون فينيكس.